# Saint-Georges-du-Bois, Maine-et-Loire
Saint-Georges-du-Bois är en kommun i departementet Maine-et-Loire i regionen Pays de la Loire i nordvästra Frankrike. Kommunen ligger i kantonen Beaufort-en-Vallée som tillhör arrondissementet Angers. År 2018 hade Saint-Georges-du-Bois 466 invånare.

## Befolkningsutveckling
Antalet invånare i kommunen Saint-Georges-du-Bois
| Referens: INSEE |